# マリアンネ・ゼーゲブレヒト
マリアンネ・ゼーゲブレヒト（Marianne Sägebrecht, 1945年8月27日 - ）は、ドイツの女優。バイエルン州シュタンベルク・アム・ゼー出身。

## 来歴
16歳でミュンヘンに移る。
幼少期から芝居に興味を示しており、学生時代には劇団の一員となるが、一方で写真や医療について学ぶ。
19歳で結婚し娘を儲けている。またこの頃、夫と妹と共に地元シュタンベルクのキャバレー“Spinnradl”で4年間勤務していた。
76年に離婚後、77年に実験的要素が強い劇団オペラ・キュリオーザを旗揚げし、ベルリン・ミュンヘン・ハンブルクなどを巡演する。
79年に舞台を観たパーシー・アドロン監督に見出され、自身の演出するTVドラマ『キショット』に起用され、引き続き83年には映画｢Die Schaukel｣にも出演。さらに84年には『シュガーベイビー』で主人公マリアンネ役に抜擢され、この作品でエルンスト・ルビッチ賞を受賞。
87年にもアドロン監督作の『バグダッド・カフェ』でヤスミン役を演じ、彼女の代表作となる。またこの作品が世界的大ヒットになったことで、ハリウッドからも声がかかり、ポール・マザースキー監督の『パラドールにかかる月』やダニー・デヴィートが監督した『ローズ家の戦争』に出演。
92年にはドイツ・フランス合作の｢Martha et Moi｣でヴェネチア映画祭の最優秀女優賞を受賞。
97年にはベルリン映画祭の審査員を務めている。
現在もドイツの映画・TVで活躍している。

## 主な出演作品
| 製作年 | 邦題 原題                                            | 役名                   | 備考                           |
| ------ | ---------------------------------------------------- | ---------------------- | ------------------------------ |
| 1984   | シュガーベイビー Zuckerbaby                          | マリアンネ             |                                |
| 1987   | バグダッド・カフェ Out of Rosenheim                  | ヤスミン               |                                |
| 1988   | パラドールにかかる月 Moon Over Parador               | マグダ                 |                                |
| 1989   | ローズ家の戦争 The War of the Roses                  | スーザン               |                                |
| 1989   | ロザリー・ゴーズ・ショッピング Rosalie Goes Shopping | ロザリー               |                                |
| 1992   | ダスト・デビル Dust Devil                            | ドクター・レイジンガー |                                |
| 1996   | 魔王 Der Unhold                                      | ミセス・ネッタ         |                                |
| 2000   | 家なき子 Sans famille                                | ママ・バルブラン       | テレビ映画                     |
| 2008   | グリム童話・ホレおばさん Frau Holle                  | ホレおばさん           | テレビ映画 LaLa TVでの放映のみ |
| 2012   | バチカンで逢いましょう Omamamia                      | マルガリータ           |                                |